# Мисс Вселенная 1957
Мисс Вселенная 1957 (англ. Miss Universe 1957) — 6-й ежегодный конкурс красоты, состоявшийся 19 июля 1957 года в Long Beach Municipal Auditorium, Лонг-Бич (Калифорния, США). За победу на нём соревновалось 32 претендентки. Победительницей стала представительница Перу, 18-летняя Гладис Сендер.

## Результаты
| Финальные результаты | Участница |
| -------------------- | --- |
| Мисс Вселенная 1957  | - Перу — Гладис Сендер |
| 1-я вице-мисс        | - Бразилия — Терезинья Моранго |
| 2-я вице-мисс        | - Англия — Соня Хэмилтон |

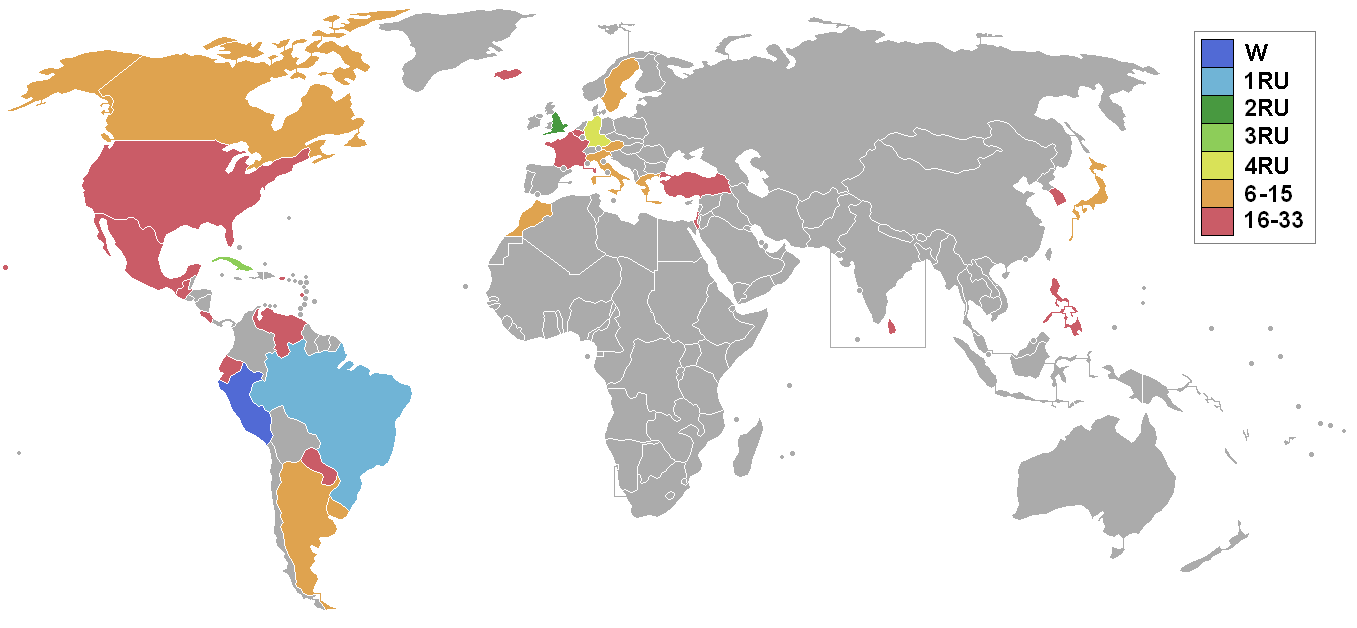
Страны-участницы конкурса «Мисс Вселенная» 1957 года

| 3-я вице-мисс        | - Куба — Мария Роза Гамио Фернандес |
| 4-я вице-мисс        | - Германия — Герти Дауб |
| Топ 15               | - Австрия — Ханнерль Мельхер - Аляска — Марта Леманн - Аргентина — Моника Ламас1 - Греция — Лигия Каравия - Италия — Валерия Фабрицци - Канада — Глория Ноукс - Марокко — Жаклин Дорелла Бонилла - Уругвай — Габриэла Паскаль - Швеция — Ингрид Йонссон - Япония — Кёко Отани |

1 Мисс США, Леона Гейдж, была дисквалифицирована в связи с выясненными обстоятельствами её личной жизни. Её место в полуфинале заняла Мисс Аргентина, Моника Ламас.

## Специальные награды
| Премия                             | Участница                              |
| ---------------------------------- | -------------------------------------- |
| Мисс Дружелюбие                    | - Пуэрто-Рико — Марита Меркадо Кордеро |
| Мисс Фотогеничность                | - Германия — Герти Дауб                |
| Самая популярная девушка на параде | - Канада — Глория Ноукс                |

## Участницы
| Страна      | Фото | Участница                                         | Дата рождения | Родной город          |
| ----------- | ---- | ------------------------------------------------- | ------------- | --------------------- |
| Аляска      |      | Марта Леманн (Martha Lehmann)                     |               |                       |
| Англия      |      | Соня Хэмилтон (Sonia Hamilton)                    |               |                       |
| Аргентина   |      | Моника Ламас (Mónica Lamas)                       |               | Буэнос-Айрес          |
| Австрия     |      | Ханнерль Мельхер (Hannerl Melcher)                |               |                       |
| Бельгия     |      | Жанин Анотьо (Janine Hanotiau)                    |               |                       |
| Бразилия    |      | Терезинья Моранго (Teresinha Gonçalves Morango)   | 26.10.1936    | Сан-Паулу-ди-Оливенса |
| Венесуэла   |      | Консуэло Нуэль (Consuelo Nouel Gomez)             | 10.12.1934    | Каракас               |
| Гавайи      |      | Рамона Тонг (Ramona Tong)                         |               |                       |
| Гватемала   |      | Ана Олислагер (Ana Walda Olyslager)               |               |                       |
| Германия    |      | Герти Дауб (Gerti Daub)                           |               | Утрехт                |
| Греция      |      | Лигия Каравия (Ligia Karavia)                     |               |                       |
| Израиль     |      | Атара Барзилай (Atara Barzilay)                   |               |                       |
| Исландия    |      | Бриндис Шрам (Bryndis Schram)                     |               |                       |
| Италия      |      | Валерия Фабрицци (Valeria Fabrizzi)               | 20.10.1936    | Рим                   |
| Канада      |      | Глориа Ноукс (Gloria Noakes)                      |               |                       |
| Корея       |      | Пак Хён-ок (Park Hyun-ok)                         |               |                       |
| Коста-Рика  |      | Соня Икаса (Sonia Cristina Icaza)                 |               |                       |
| Куба        |      | Мария Фернандес (María Rosa Gamio Fernández)      |               |                       |
| Марокко     |      | Жаклин Бонилла (Jacqueline Dorella Bonilla)       |               |                       |
| Мартиника   |      | Жинетт Сидализ-Монтез (Ginette Cidalise-Montaise) |               |                       |
| Мексика     |      | Ирма Аревало (Irma Arévalo)                       |               |                       |
| Парагвай    |      | Люси Риварола (Lucy Montanero Rivarola)           |               |                       |
| Перу        |      | Гладис Сендер (Gladys Rosa Zender Urbina)         | 19.10.1938    | Лима                  |
| Пуэрто-Рико |      | Мапита Кордеро (Mapita Mercado Cordero)           |               |                       |
| Турция      |      | Гюлер Сирмен (Güler Sirmen)                       |               |                       |
| Уругвай     |      | Габриэла Паскаль (Gabriela Pascal)                |               |                       |
| Филиппины   |      | Мэри Корралес (Mary Ann Carmen Philipps Corrales) |               |                       |
| Франция     |      | Лиза Симон (Lisa Simon)                           |               |                       |
| Цейлон      |      | Камеллиа Перера (Camellia Rosalia Perera)         |               |                       |
| Швеция      |      | Ингрид Йонссон (Ingrid Jonsson)                   |               |                       |
| Эквадор     |      | Патрисия Райт (Patricia Juliana Benítez Wright)   |               |                       |
| Япония      |      | Кёко Отани (Kyoko Otani)                          |               |                       |

## Дополнительно

### Дебютировали
- Марокко
- Мартиника
- Парагвай

### Вернулись
- Австрия и  Гавайи последний раз участвовали в 1953 году.
- Корея и  Цейлон последний раз участвовали в 1955 году.

### Отказались
- Австралия — Джун Финлейсон (June Finlayson)
- Британская Гвиана
- Гвинея
- Гондурас
- Колумбия — Иоланда Пулесио Велес (Yolanda Pulecio Vélez)
- Ливан
- Нидерланды — Корин Роттшефер (Corine Rottschaefer)
- Никарагуа
- Польша
- Сальвадор

### Дисквалификация Мисс США
На проходившем за два дня до финала «Мисс Вселенной», 17 июля 1957 года, национальном конкурсе «Мисс США» победительницей была объявлена представительница штата Мэриленд, Леона Гейдж. По результатам предварительных состязаний она вышла в полуфинал конкурса «Мисс Вселенная», но была дисквалифицирована, когда выяснилось, что она была замужем и имела двоих детей. Это противоречило условиям участия в обоих конкурсах, и Леона Гейдж не только не смогла продолжить выступление на «Мисс Вселенной», но и была лишена короны и титула «Мисс США». Вместо неё в полуфинал была допущена Мисс Аргентина, Моника Ламас, занявшая на предварительных соревнованиях шестнадцатое место.
Звание «Мисс США» перешло к первой вице-мисс национального конкурса, Шарлотт Шеффилд, однако она не смогла заменить Гейдж на «Мисс Вселенной», так как предварительный отбор в полуфинал уже был завершён. Позже, в этом же году, она представила свою страну на конкурсе «Мисс мира», но не прошла в полуфинал.

### Участие в других конкурсах
- Мисс Венесуэла, Консуэло Нуэль[исп.], в 1957 году приняла участие на конкурсе «Мисс мира», но не достигла выдающихся результатов[2].
- Представительницы Англии и Германии в 1957 году участвовали в конкурсе «Мисс Европа»: Соня Хэмилтон (Англия) стала 4-й вице-мисс, Герти Дауб[англ.] (Германия) выступила безрезультатно[2].